# Drak (heraldika)

Znak města Drackenstein zobrazuje mytické zvíře s typickými znaky pro draka (dvě nohy, křídla, chrlí oheň).

Drak je heraldické zvíře ze skupiny bájných tvorů a stvůr, které se vyskytuje jak jako štítová obecná figura, tak v doplňkových částech znaků (část klenotů či mezi honosnými kusy). Zobrazován je jako ještěr s netopýřími křídly, dlouhým ocasem zakončeným trnem, hlavou psí (špičaté uši), z tlamy zpravidla šlehá oheň („rozzavená tlama“). Podobné zvíře je v heraldice saň, buď chápané jako jiný výraz pro draka, nebo někdy (nedůsledně) odlišované.
Kromě samostatného zobrazování se drak vyskytuje též jako ikonografický atribut sv. Jiří či archanděla Michaela. Tradici má také zobrazování draka jako insignie Dračího řádu (rod Wartenbergů).

## Definice
Problém při zobrazování představuje v české heraldice hlavně nedůsledné odlišování draka od saně. Podle popisů nejčastěji sani nešlehá oheň z tlamy. Významný způsob odlišení je podle počtu nohou, u Martina Koláře má drak dvě nohy a saň čtyři (toto je asi nejčastější rozlišení v literatuře), u Schwarzenberga je však charakteristika přesně obrácená. Zmíněné „Kolářovo“ odlišení mimo jiné převzal do své encyklopedie Milan Buben.
Odlišné a též vlivné odlišení uvádí August Sedláček. Jako první výskyt heraldického draka zná privilegium pro bratry z Kunvaldu (z Dražic) roku 1456 (Vraždové z Kunvaldu ovšem později užívali spíše zlatého baziliška), kde má ještěr dvě nohy, nicméně Sedláček dospěl k závěru, že saň má být ještěr bez křídel, což mimo jiné potvrzuje v blasonu erbu Obešlíků z Lipultovic pro Ottův slovník naučný, kteří mají čtyřnohého okřídleného ještěra, kterého blasonuje ho jako „drak“. Podle tohoto chápání by měli saň v erbu Hadové z Proseče.
Ani současná úřední terminologie (autorita Podvýbor pro heraldiku a vexilologii) nerozlišuje příliš důsledně, čtyřnohého okřídleného ještěra nazývaného jako drak (Sedláčkovo odlišení) mají ve schváleném blasonu (uvedeno v REKOS) např. Bělotín (2007) a Brozany nad Ohří (1998), shodně se Sedláčkem i Kolářem mají potom obce čtyřnohé neokřídlené ještěry zvané saně Horní Kounice (nedatováno), Kladruby (2014). Ovšem jsou i obce s uznanou terminologií respektující Kolářovo odlišení, např. Krabčice (2001) a Kout na Šumavě (2011) mají čtyřnohého okřídleného plaza zvaného saň. Zvláštní případ je schválený znak obce Jirny (1997), které mají „rostoucí saň“, tedy polovinu okřídleného plaza (schválená kresebná podoba znaku), nicméně saní se údajně odkazuje k rodu Hadů z Proseče, kteří měli také rostoucí saň, ale bez křídel.
Spíše okrajově se lze setkat i s jinými odlišeními, např. Antonín Rybička uvádí, že v heraldice lze viděti „draky čili ještěry, saně lité čili sedmihlavé hady“ (rozlišení by tedy bylo spíše podle počtu hlav).
Podobně jako česká  má široce definovaného draka také německá terminologie (Drache, odlišuje se někdy Lindwurm ve smyslu hadovitého draka). Naopak zcela důsledně odlišuje podle počtu nohou např. anglická heraldika, pro kterou je dragon čtyřnohý ještěr a dvounohého ještěra (s důrazem na hadovité tělo) nazývá wyvern.

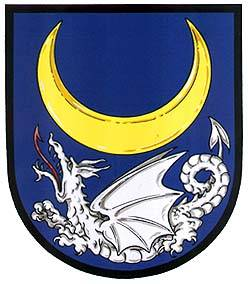
Městys Brozany nad Ohří má znak s oficiálně uznaným blasonem „V modrém štítě pod zlatým stoupajícím půlměsícem stříbrný drak.“ (REKOS) Podle Sedláčka (křídla) se jedná o draka, ale podle Koláře (čtyři nohy) to je saň.
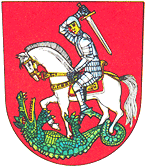
Znak Horních Kounic, který zobrazuje jak podle schváleného blasonu, tak definic většiny autorů saň (čtvernohý ještěr bez křídel)
Drak jako štítonoš znaku města La Orotava, Španělsko

## Podobná zvířata
Drakovi je podobný bazilišek (je to vlastně dvounohý drak s kohoutí hlavou) či panter (zvíře chrlící oheň, tělo je zpravidla lví, nicméně hlava může být „dračí“). Dalšími jsou amfisbéna (drak s druhou hlavou na ocase), amfiptéra (okřídlený had), hydra (vícehlavá saň), „lindworm“ (anglické označení pro draka bez křídel).